# Clima della Romagna
     subtropicale
     temperato caldo
     sublitoraneo
     subcontinentale
     temperato fresco
     temperato freddo
     freddo
     glaciale

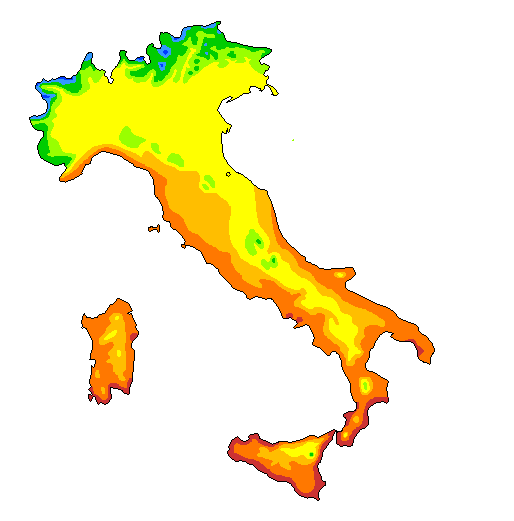
Carta dei climi d'Italia secondo Mario Pinna
Climi temperati (ricadono nel tipo C di Köppen ma seguono una classificazione diversa)
subtropicale
temperato caldo
sublitoraneo
subcontinentale
temperato fresco
Clima temperato-freddo (tipo D di Köppen)
temperato freddo
Climi freddi (tipo E di Köppen)
freddo
glaciale

La Romagna ha un clima temperato subcontinentale, stabilmente umido, con estate molto calda (classificazione Köppen-Geiger Cfa), che varia con l'altitudine e la distanza dalla costa. Ha caratteristiche proprie rispetto al resto della pianura Padana dovute al progressivo assottigliarsi della fascia pianeggiante, il che attenua i caratteri di continentalità, alla fisiologica esposizione ai venti nell'asse SW-NE e, in definitiva, alla latitudine inferiore.
La regione può essere suddivisa sommariamente in cinque comparti microclimatici differenti.

## Pianura interna
Coinvolge i grossi insediamenti urbani di Lugo, Imola, Faenza, Forlì, Cesena ed è caratterizzata da un clima sub-continentale, con inverni rigidi ed estati calde e con mesi primaverili globalmente più caldi rispetto ai corrispettivi mesi autunnali. Frequenti, in inverno, le nebbie e le gelate notturne.

## Costa centro-settentrionale
Va dal confine nord al territorio di Bellaria-Igea Marina. L'umidità elevata è una costante durante tutte le stagioni dell'anno; molto frequenti sono le nebbie da ottobre a marzo.

## Costa meridionale

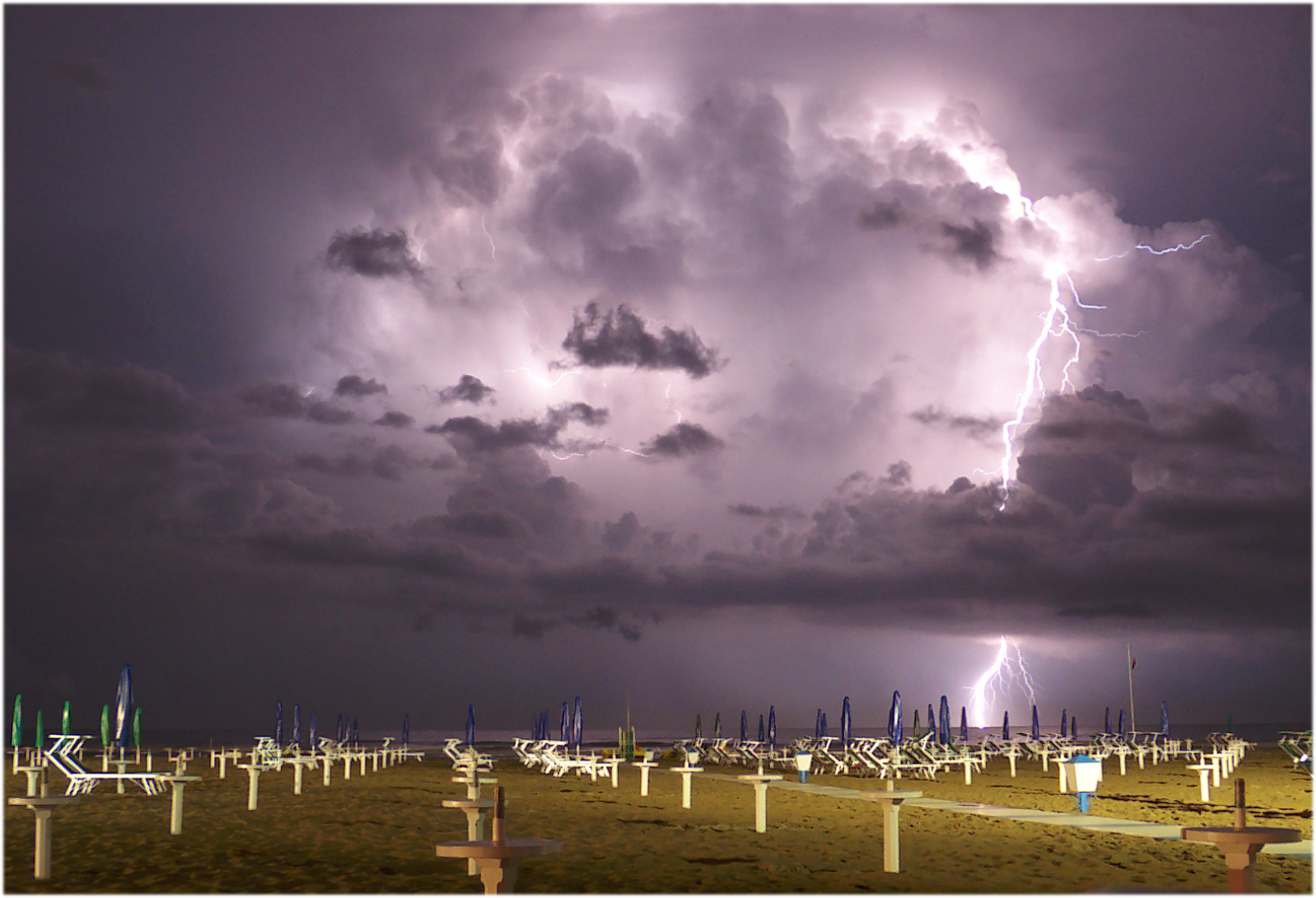
Temporale estivo sul mare

Va da Rimini al confine sud e si differenzia climaticamente dal resto della costa, essenzialmente in ragione dello svanire definitivo della pianura padana in corrispondenza del territorio comunale di Rimini, fattore che diminuisce i caratteri di continentalità e accentua la ventilazione. Da ciò deriva, in ogni stagione dell'anno, un innalzamento delle temperature minime, venendo a mancare l'azione di raffreddamento esercitata dalla pianura. La frequente irruzione di venti meridionali allo sbocco degli inserti vallivi, provoca fenomeni di tutto rilievo microclimatico, con differenze di temperatura anche molto accentuate in alcune giornate invernali, dove nella fascia pedemontana riminese si possono registrare oltre dieci gradi in più rispetto a località non lontane come Cesenatico.
Comune a tutta la fascia costiera è la più lenta ripresa termica propria dei mesi primaverili, rispetto alle località più lontane dal mare. In mesi come marzo, aprile e maggio, si assiste a sbalzi climatici anche notevoli (intorno a 4-5 gradi di massima in meno nelle giornate di sole) rispetto alle zone dell'interno.
Dal punto di vista fitoclimatico, è da rilevare che il riminese viene tradizionalmente ascritto a zona di transizione tra Lauretum e Castanetum.

## Bassa collina

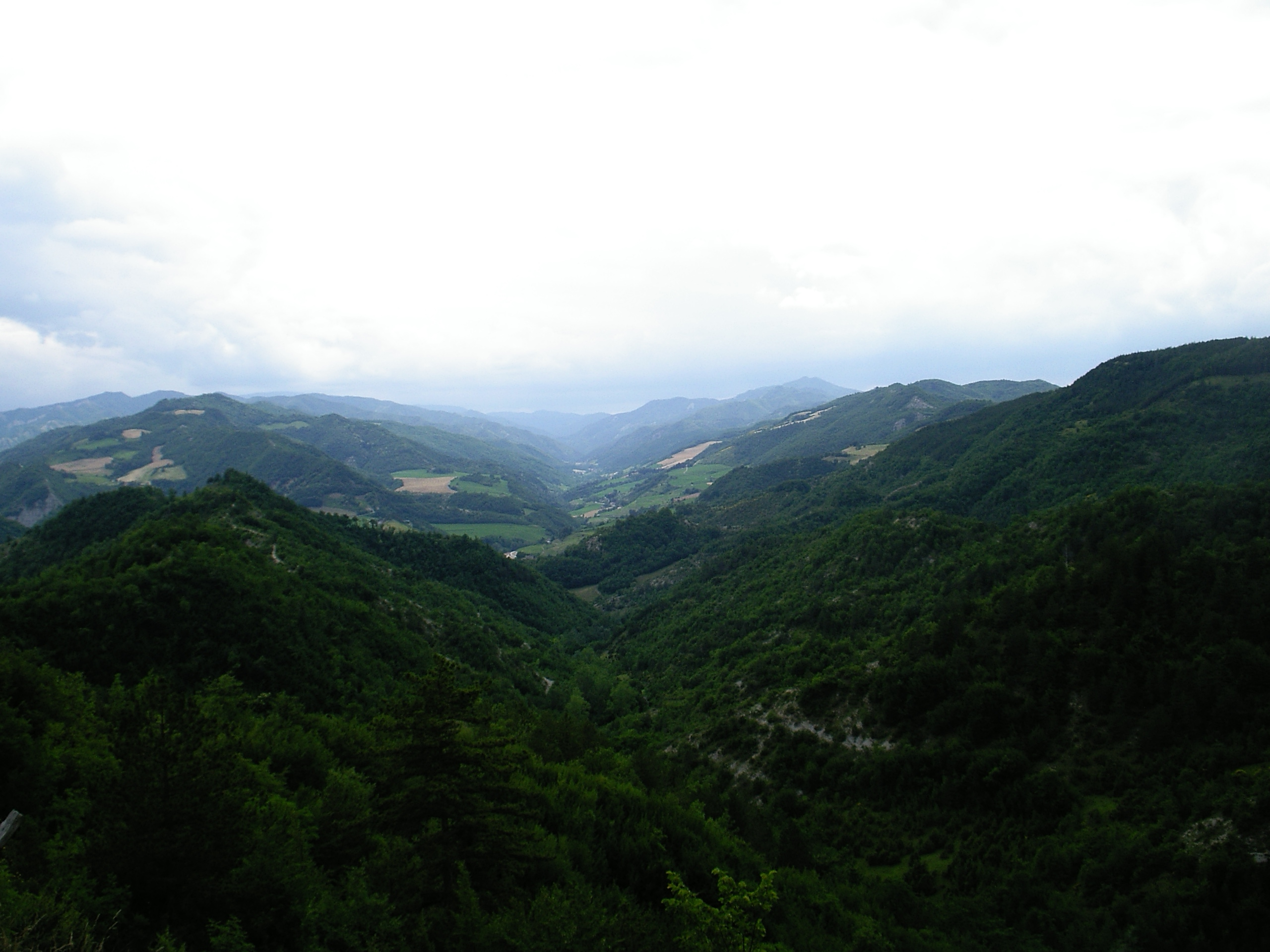
Appennino forlivese

Al Castanetum è da attribuire anche la "bassa collina", quarto comparto climatico della regione, caratterizzata da una complessiva dolcezza del clima, dovuta essenzialmente al mancato coinvolgimento nelle dinamiche di raffreddamento dovute all'azione del mare e soprattutto della pianura. Frequentissimo in autunno e in inverno è il fenomeno dell'Inversione termica; le colline risultano spesso più soleggiate della pianura e risultano più adatte alla coltivazione dell'Olivo, seppure non sia la zona adatta.

## Alta collina e montagna
Al di sopra dei 600-700 metri, invece, si presenta l'ultima area climatica della regione, l'"alta collina e montagna", dove il clima presenta caratteri sempre più vicini al clima montano, con inverni freddi e nevosi ed estati fresche. Oltre i 1000 metri si assiste a una prevalenza dell'area fitoclimatica del Fagetum; le conifere autoctone sono gli Abeti Bianchi (Abies alba). I boschi sempreverdi della costa sono invece da attribuire alle politiche ambientali del periodo etrusco-romano: soprattutto i pini domestici presenti nelle coste del ravennate, che sono di origine non spontanea.